# Macroglossum assimilis
Macroglossum assimilis is een vlinder uit de familie van de pijlstaarten (Sphingidae). De wetenschappelijke naam van de soort werd in 1821 gepubliceerd door William Swainson.